# Thomas Bense
Thomas Bense er en dansk tv-vært, beatboxer, tv-producer og iværksætter. Hans gennembrud på TV, var som vært på TV2's ungdomsprogram PULS. I de senere år har været knyttet til TV2's Go' morgen Danmark som spilekspert. Ud over at være foran kameraet, er han direktør og stifter af Pixel.tv, som er Danmarks første online TV-station. 
Han er oprindeligt fra Svendborg, hvor han voksede op sammen med tre brødre. Det var også i Svendborg Thomas Bense gik i folkeskole og senere på handelsskolen. Efter sin læretid i en købmandsbutik i Svendborg, endte Thomas Bense som studievært og tilrettelægger hos TV Svendborg.
Det var hos TV Svendborg, at Thomas Bense begyndte at beatboxe. Under et højskoleophold besluttede han at forfølge drømmen om at optræde med beatboxing. Under en optræden fik Jan Lundme (nuværende underholdningschef hos DR) øje på Thomas Bense, og inviterede ham til at deltage i et børneprogram. Det blev springbrættet til værtsrollen på TV2's ungdomsprogram PULS.
Efter tiden på PULS var Thomas Bense forbi DK4 hvor han producerede GameZone TV og det blev starten til en karriere indenfor gamingjournalistik, der har ført til produktion af Zulu Gamebusters og opstart af internet TV-stationen Pixel.tv i 2007. Samme år blev Thomas Bense tilknyttet Go' Morgen Danmark som spilekspert.
I dag er Thomas Bense administrerende direktør for Pixel.tv, og producerer samtidig en række TV-programmer for bl.a. PlutoTV. Herunder programmet "På tur med Thomas Bense", der i efteråret 2024 sendes i sin 5. sæson. 
Udover arbejdet med Pixel.tv er Thomas Bense en ivrig iværksætter og foredragsholder.  